# 李光前醫學院
李光前医学院（英语：Lee Kong Chian School of Medicine）成立于2013年，为南洋理工大学的医学院，由南洋理工大学和伦敦帝国理工学院合作创立。该学院是继杨潞龄医学院和杜克-国大医学院之后，新加坡第三所医学院。
除提供内外全科医学士（MBBS）学位外，李光前医学院亦提供运动医学、学习科学等领域的硕士或文凭项目，以及研究型博士项目。
现任院长为沈祖尧教授，他亦兼任南洋理工大学高级副校长，曾任香港中文大学校长。

## 校区

### 诺维娜校区
李光前医学院的主校区位于诺维娜，毗邻主要合作医院陈笃生医院。临床医学大楼于2015年1月动工、2017年3月2日启用，满足各类临床与理论教学、研究实验所需。

### 云南园校区（实验医学大楼）
该大楼位于南洋理工大学主校区内，毗邻生物科学学院，于2015年8月开放，有助于便利学生在临床学习前与其他院系互动。